# Prästgårdsängens naturreservat
Prästgårdsängen är ett naturreservat i Halltorps socken i Kalmar kommun i Småland (Kalmar län).
Området är skyddat sedan 1965 och är 1,6 hektar stort. Det är belaget utmed Ljungbyån strax söder om västra delen av Ljungbyholms samhälle.
I reservatets östra del förekommande vildapel. I den västra delen växer vildapel, äldre hassel, asp, björk, sälg och lönn. På marken växer bergsyra, bockrot, gråfibbla, gökärt, knippfryle, knölsmörblomma, liten blåklocka, mandelblomma, sommarfibbla, svinrot, stagg, vårbrodd och ängsvädd med fleraarter. 	